# Zipser Pieninen
Die Zipser Pieninen (polnisch: Pieniny Spiskie) sind ein Gebirge im Gebirgszug der Pieninen in der polnischen Woiwodschaft Kleinpolen im Kreis Powiat Tatrzański und der Gemeinde Łapsze Niżne. Es liegt in der historischen Region Zips.

## Lage
Das Gebirge liegt nördlich der Pogórze Spiskie (Grenze ist das Tal der Łapszanka), südlich der Gorce (Grenze ist der Stausee Jezioro Czorsztyńskie), östlich der Mittleren Pieninen (Grenze ist der Stausee Jezioro Czorsztyńskie) und westlich der Pogórze Bukowińskie (Grenze ist der Gebirgsfluss Białka), im Gebirgszug des Pieninen. Es hat den Charakter eines Mittelgebirges. Die höchste Erhebung stellt mit 883 m. ü.N.N. die Żar dar.

## Geologie
Die Zipser Pieninen bestehen zu einem großen Teil aus Kalkgestein aus dem Jura. Zerklüftete Kalkfelsen findet man insbesondere an ihrem Nordrand.

### Berge
Zu den Gipfeln der Zipser Pieninen gehören:
| Name des Gipfels   | Deutsche Bezeichnung   | Höhe (m ü. N.N.) | Anmerkung                                                |
| ------------------ | ---------------------- | ---------------- | -------------------------------------------------------- |
| Żar                |                        | 883              | Höchster Berg der Zipser Pieninen, auch Branisko genannt |
| Hombark Łapszański | Lapscher Homberg (?)   | 825              |                                                          |
| Gajna Skała        |                        | 782              |                                                          |
| Dziurawa Skała     | Löchriger Felsen       | 748              |                                                          |
| Czarna Góra        | Schwarzberg            | 743              |                                                          |
| Hombark Niedzicki  | Netzdorfer Homberg (?) | 743              |                                                          |
| Czarna Góra        | Schwarzberg            | 743              |                                                          |
| Cisówka            |                        | 743              |                                                          |
| Jurgowska Góra     | Jurgauer Berg          | 733              |                                                          |
| Ostra Góra         | Scharfer Berg          | 733              |                                                          |
| Barwinkowa         |                        | 725              |                                                          |
| Czarna Góra        | Schwarzberg            | 710              |                                                          |
| Sołtysia Góra      | Schultheißberg         | 703              |                                                          |
| Ślipce             |                        | 703              |                                                          |
| Tynusia Góra       |                        |                  |                                                          |

## Natur
Das Gebirge hat eine reichere Flora als die anderen, höheren Gebirge, die es umgeben. Ein kleiner Teil am Stausee liegt ein Teilbereich des Nationalpark Pieninen.

## Tourismus
Die Zipser Pieninen sind dicht besiedelt und für den Tourismus erschlossen. Am Nordrand liegt der Stausse, der auch als Badesee genutzt wird. In den Zipser Pieninen liegen die Burg Niedzica in Niedzica-Zamek, sowie die Naturreservate Zielone Skałki bei Falsztyn, Dursztyńskie Skałki bei Dursztyn und Białka-Durchbruch bei Krempachy.

## Nachweise
- Witold Henryk Paryski, Zofia Radwańska-Paryska, Wielka encyklopedia tatrzańska, 2004, Wydawnictwo Górskie, Poronin, ISBN 83-7104-009-1

## Panorama

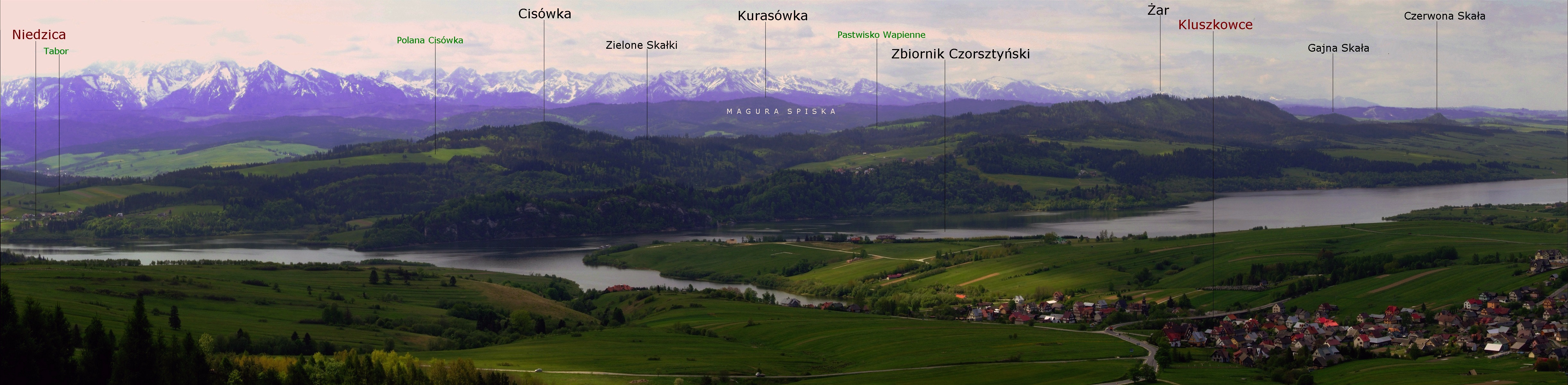
Blick vom Berg Wdżar auf die Zipser Pieninen mit der Tatra im Hintergrund